# Irii Kazuhisa
Kazuhisa Irii (sinh ngày 18 tháng 10 năm 1970) là một cầu thủ bóng đá người Nhật Bản.

## Sự nghiệp câu lạc bộ
Kazuhisa Irii đã từng chơi cho Honda, Kashima Antlers, Kashiwa Reysol và Brummell Sendai.

## Thống kê câu lạc bộ

### J.League
| Đội             | Năm       | J.League | J.League | J.League Cup | J.League Cup | Tổng cộng | Tổng cộng |
| Đội             | Năm       | Trận     | Bàn      | Trận         | Bàn          | Trận      | Bàn       |
| --------------- | --------- | -------- | -------- | ------------ | ------------ | --------- | --------- |
| Kashima Antlers | 1992      | -        | -        | 6            | 1            | 6         | 1         |
| Kashima Antlers | 1993      | 6        | 0        | 2            | 0            | 8         | 0         |
| Kashima Antlers | 1994      | 0        | 0        | 0            | 0            | 0         | 0         |
| Kashiwa Reysol  | 1995      | 2        | 0        | -            | -            | 2         | 0         |
| Tổng cộng       | Tổng cộng | 8        | 0        | 8            | 1            | 16        | 1         |